# Mises R.I
Mises R.I byl rakousko-uherský dvoumotorový bombardovací dvojplošník užívaný v první světové válce. 

## Vznik
V listopadu roku 1915 dostal konstruktér Richard von Mises objednávku od velitelství leteckého arsenálu na stavbu velkoletounu R-I. Práce byly zahájeny v továrně rakouské firmy Aviatik v Esslingenu nedaleko letiště Aspern. První prototyp byl zalétán již 2. července 1916 pilotem Sattlerem. Po těžké havárii byl letoun upraven a druhý stroj byl v únoru 1917 předán oficiálně vojenskému letectvu. K sériové výrobě však nedošlo v důsledku obtížné výrobní situace rakousko-uherského letectva.

## Popis konstrukce
Letoun měl celodřevěnou kostru s plátěným potahem, na trupu převážně překližkový. Mezi oběma nosnými plochami byly vzpěry nesoucí trup letadla. V přední části bylo střeliště vybavené kulometem Schwarzlose ráže 7,92 mm. Za střelištěm byl prostor prvního motoru, řadového dvanáctiválce Daimler, vyvinutého v létě 1915 Ferdinandem Porschem o výkonu 300 k. V trupu byl umístěn napříč a kuželovým soukolím poháněl dvě dvoulisté vrtule, které byly umístěné po obou stranách trupu na ramenech, na nichž se nacházely chladiče motoru. Za prvním motorem byl pilotní prostor pro dva piloty s vlastním řízením, za nimi byl umístěn druhý motor a nakonec zadní střeliště s kulometem Schwarzlose ráže 7,92 mm. Svislé ocasní plochy a výškové kormidlo byly dvojité, trojúhelníková stabilizační plocha pouze jednoduchá. Pod oběma střelišti byly umístěny pumovnice, kam se dalo umístit 350 až 500 kg pum. 
Naplánován byl další vývoj letounu s motory Praga E o výkonu 400 k, který se však neuskutečnil.

## Specifikace
Údaje dle

### Technické údaje
- Posádka: 4
- Rozpětí křídel: 22,6 m
- Délka: 15,4 m
- Nosná plocha: 118 m²
- Vlastní hmotnost: 3008 kg
- Vzletová hmotnost: 4720 kg
- Pohonná jednotka: 2 × Daimler
- Výkon pohonné jednotky: 2 x 300 k

### Výkony
- Maximální rychlost: 150 km/h
- Stoupání: 1000 m za 7 min 40 s
- Dostup: 2500 m
- Dolet: 600 km

### Výzbroj
- 2 × kulomet Schwarzlose
- až 500 kg pum